# Tæt-lav-bebyggelse
 Der er for få eller ingen kildehenvisninger i denne artikel, hvilket er et problem. Du kan hjælpe ved at angive troværdige kilder til de påstande, som fremføres i artiklen.

Tæt-lav-bebyggelse er en form for boligbyggeri, Dobbelthuse, kædehuse, rækkehuse og lign. helt eller delvis sammenbyggede enfamiliehuse med lodret lejlighedsskel. Evt. også andre huse bygget i ét eller to lag og sammenbygget eller med kort afstand til andre huse af tilsvarende art. Tæt-lav-bebyggelsen er således et alternativ til både højhuse og parcelhuse, idet den kombinerer elementer fra begge. 
Siden 1970'erne har tæt-lav-bebyggelsen vundet frem i dansk arkitektur og var i sin tid initeret af en konkurrence udskrevet af Statens Byggeforskningsinstitut i 1971. Tæt-lav-bebyggelse er særligt udbredt i forstæder og satellitbyer.